# Fedorivka, Iahotîn
Fedorivka (în ucraineană Федорівка) este un sat în comuna Zasupoiivka din raionul Iahotîn, regiunea Kiev, Ucraina.

## Demografie
Componența lingvistică a localității Fedorivka
     Ucraineană (98,89%)
     Rusă (1,11%)
Conform recensământului din 2001, majoritatea populației localității Fedorivka era vorbitoare de ucraineană (98,89%), existând în minoritate și vorbitori de rusă (1,11%).